# Literaturhaus Darmstadt

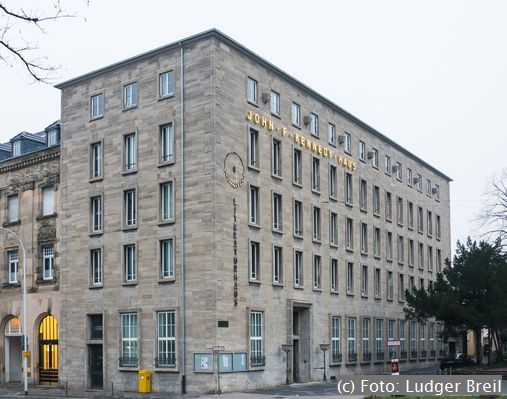
Außenansicht des Literaturhauses im John-F.-Kennedy-Haus

Das Literaturhaus Darmstadt ist eine  kulturelle Einrichtung mit vorwiegend literarischem Schwerpunkt der Stadt Darmstadt im John-F.-Kennedy-Haus.

## Geschichte
1995 entschied sich der Magistrat der Stadt Darmstadt, mithilfe von Sponsoren ein der Literatur gewidmetes Haus zu schaffen. Als Ort dafür bot sich das in den Jahren 1951 bis 1953 erbaute John-F.-Kennedy-Haus an, nicht nur weil es verfügbar war, sondern auch weil es für eine Tradition der Freiheit stand. Im Frühjahr 2010 wurden organisatorische Veränderungen vorgenommen, die das besondere Profil des Hauses unterstützen. Neben Lesungen finden sich auch Schreibwerkstätten für Nachwuchsliteraten sowie Vorträge, Ausstellungen und Konzerte im Programm.
Die literarischen Veranstaltungen im Literaturhaus sind wichtiger Teil der städtischen Literaturförderung und der Literaturvermittlung. Darüber hinaus erweitern die Bereiche Musik, Kunst, Philosophie und Fotografie das kulturelle Spektrum des Literaturhauses.

## Institutionen im Literaturhaus
Das fünfstöckige Gebäude beherbergt 2019 einundzwanzig Kulturinstitutionen mit vorwiegend literarischem Schwerpunkt. Das städtische Hauptprogramm mit seinen Lesungen wird ergänzt durch eigenständige Programme der ansässigen literarischen und kulturellen Vereine und Institutionen.
- Alexander-Haas-Bibliothek e. V.
- Carola-Stern-Stiftung
- Chopin-Gesellschaft in der Bundesrepublik Deutschland e. V.
- Darmstädter Goethe-Gesellschaft e. V.
- Darmstädter Tage der Fotografie e. V.
- Deutsch-Bulgarische Gesellschaft e. V.
- Deutsch-Indische Gesellschaft e. V.
- Deutsch-Ungarische Gesellschaft e. V.
- Ehrenamt für Darmstadt e. V.
- Elisabeth-Langgässer-Gesellschaft e. V.
- Foto-Club Darmstadt e. V.
- Frank-Wedekind-Gesellschaft e. V.
- Gesellschaft für Christlich-Jüdische Zusammenarbeit e. V.
- Gesellschaft Hessischer Literaturfreunde e. V.
- Illustratoren Darmstadt e. V.
- Institut für Praxis der Philosophie e. V.
- Kunst Archiv Darmstadt e. V.
- Lichtenberg-Gesellschaft e. V.
- Luise-Büchner-Gesellschaft e. V. / Luise-Büchner-Bibliothek
- Società Dante Alighieri Comitato di Darmstadt e. V
- Werkbundakademie Darmstadt e. V.
- Zentrum junge Literatur / Textwerkstatt und Lesebühne